# 혼담
혼담(1993년 4월 10일 ~ )은 대한민국의 가수다. 2021년 싱글 [BLOOM]으로 데뷔했다.

## 방송
- 히든싱어 7 (2022) - 선미 편 3위

## 음반
- 디자이너(Designer) (2020)
- BLOOM (2021)
- 백치미 (2021)
- SAY (2022)